# Exochellidae
Exochellidae zijn een familie van mosdiertjes uit de orde Cheilostomatida en de klasse van de Gymnolaemata.

## Geslachten
- Escharoides Milne Edwards, 1836
- Exochella Jullien, 1888

Niet geaccepteerde geslachten:
- Distansescharellina <smalld'Orbigny, 1852 → Escharoides Milne Edwards, 1836
- Peristomella  evinsen, 1902 → Escharoides Milne Edwards, 1836